# Krylatyj Peninsula
Die Krylatyj Peninsula (englisch; russisch Полуостров Крылатый Poluostrow Krylaty, deutsch ‚Geflügelte Halbinsel‘) ist eine Halbinsel an der Knox-Küste des ostantarktischen Wilkeslands. Sie liegt im Gebiet der Bunger-Oase.
Wissenschaftler einer sowjetischen Antarktisexpedition kartierten und benannten sie 1956. Das Antarctic Names Committee of Australia übertrug diese in einer transkribierten Teilübersetzung ins Englische.